# Pseudacraea semire
Pseudacraea semire is een vlinder uit de onderfamilie Limenitidinae van de familie Nymphalidae. De wetenschappelijke naam van de soort is, als Papilio semire, voor het eerst geldig gepubliceerd in 1780 door Pieter Cramer.